# لیندا کریج
لیندا کریج (به انگلیسی: Linda Kerridge) (زاده ۱۸ نوامبر ۱۹۵۴) بازیگر استرالیایی است.
از کارهای معروف او می‌توان به بازی در فیلم‌های محو شدن به سمت سیاهی، سقوط پیچیده و بیگانه‌ای از لس آنجلس اشاره کرد.